# Биспу, Даниел
Даниел Биспу дус Сантус Андради Жуниор (порт.-браз. Daniel Bispo dos Santos Andrade Junior; род. 16 июня 1970, Сан-Паулу) — бразильский боксёр, представитель полутяжёлой и первой тяжёлой весовых категорий.
Выступал за сборную Бразилии по боксу в середине 1990-х годов, чемпион бразильского национального первенства, победитель южноамериканского чемпионата, участник летних Олимпийских игр в Атланте.
В период 1997—2011 годов боксировал на профессиональном уровне, как джорнимен встречался со многими сильными боксёрами своего поколения.

## Биография
Даниел Биспу родился 16 июня 1970 года в Сан-Паулу, Бразилия. Проходил подготовку в местном боксёрском клубе «Коринтианс».

### Любительская карьера
Впервые заявил о себе в 1995 году, одержав победу на чемпионате Бразилии в первой тяжёлой весовой категории.
В 1996 году вошёл в основной состав бразильской национальной сборной и побывал на южноамериканском чемпионате в Буэнос-Айресе, откуда привёз награду золотого достоинства, выигранную в полутяжёлом весе. Выиграл бронзовую медаль на международном турнире «Хиральдо Кордова Кардин» на Кубе и благодаря череде удачных выступлений удостоился права защищать честь страны на летних Олимпийских играх в Атланте — в категории до 81 кг благополучно прошёл здесь первых двоих соперников по турнирной сетке, тогда как в третьем бою на стадии четвертьфиналов со счётом 7:14 потерпел поражение от немца Томаса Ульриха.

### Профессиональная карьера
Вскоре после атлантской Олимпиады Биспу покинул расположение бразильской сборной и в 1997 году успешно дебютировал на профессиональном уровне. Первое время выступал на местных бразильских рингах, побеждая в основном малоизвестных боксёров. В течение семи лет одержал 15 побед, в том числе завоевал и защитил титул чемпиона Бразилии в первой тяжёлой весовой категории.
В марте 2005 году на турнире в Италии вышел боксировать против итальянца Джакоббе Фрагомени, обладателя титула интернационального чемпиона по версии Всемирного боксёрского совета (WBC), но по истечении всех двенадцати раундов уступил ему единогласным решением судей, потерпев тем самым первое в профессиональной карьере поражение.
Впоследствии выходил на ринг против таких известных боксёров как Клаудио Рышко, Фрес Окендо, Корри Сандерс, Йоан Пабло Эрнандес, Али Исмаилов, Карлос Такам, Александр Устинов, Трой Росс, но всем им проиграл. Потерпев четыре поражения подряд, в 2011 году принял решение завершить карьеру профессионального спортсмена.